# Perola
|  | No s'ha de confondre amb Pérola. |

Una perola és un atuell gran de ferro o d'aram, de forma hemisfèrica, utilitzada entre d'altres al context de la fabricació del suro, per tenyir les xarxes dels pescadors, per coure el menjar dels porcs, els capolls de seda o fer menjars en grans quantitats.

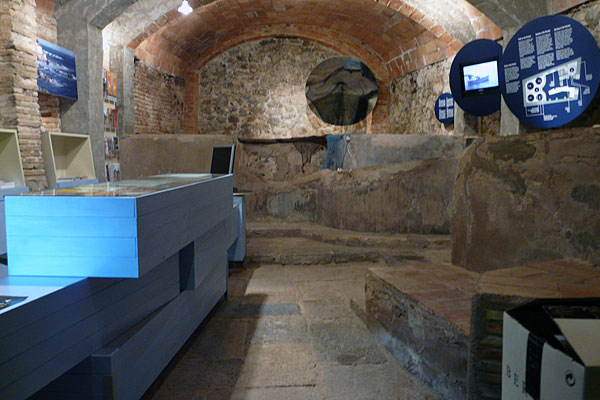
Vista interior de Sa Perola a Calella de Palafrugell

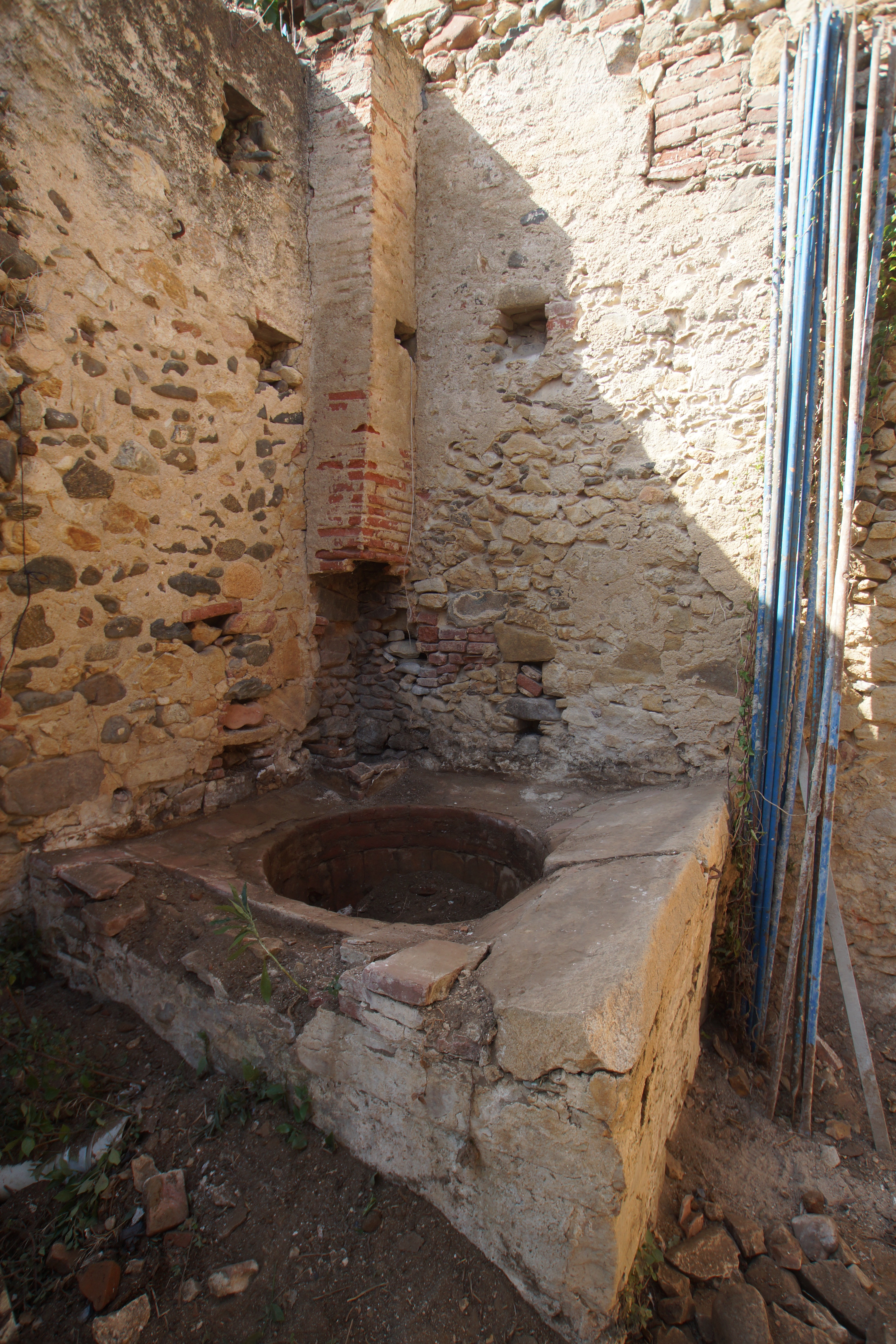
Ruïnes d'una perola al Carrer Enric Lluís Roura a Calonge

La paraula s'utilitza per extensió com a pars pro toto per designar la construcció d'obra en la qual cabia la perola de coure i servia per fer el foc sota la caldera, sigui sota un cobert al pati com era de costum per a les peroles per bullir el suro, sigui dins d'un edifici tancat. És el femení amb valor augmentatiu de perol i doncs vol dir «perol gran». La paraula perol del seu costat és un diminutiu del català antic «pèr», avui desapareguda, derivada del gal meridional parrium, una mena de cubell.

## Peroles a la indústria surera

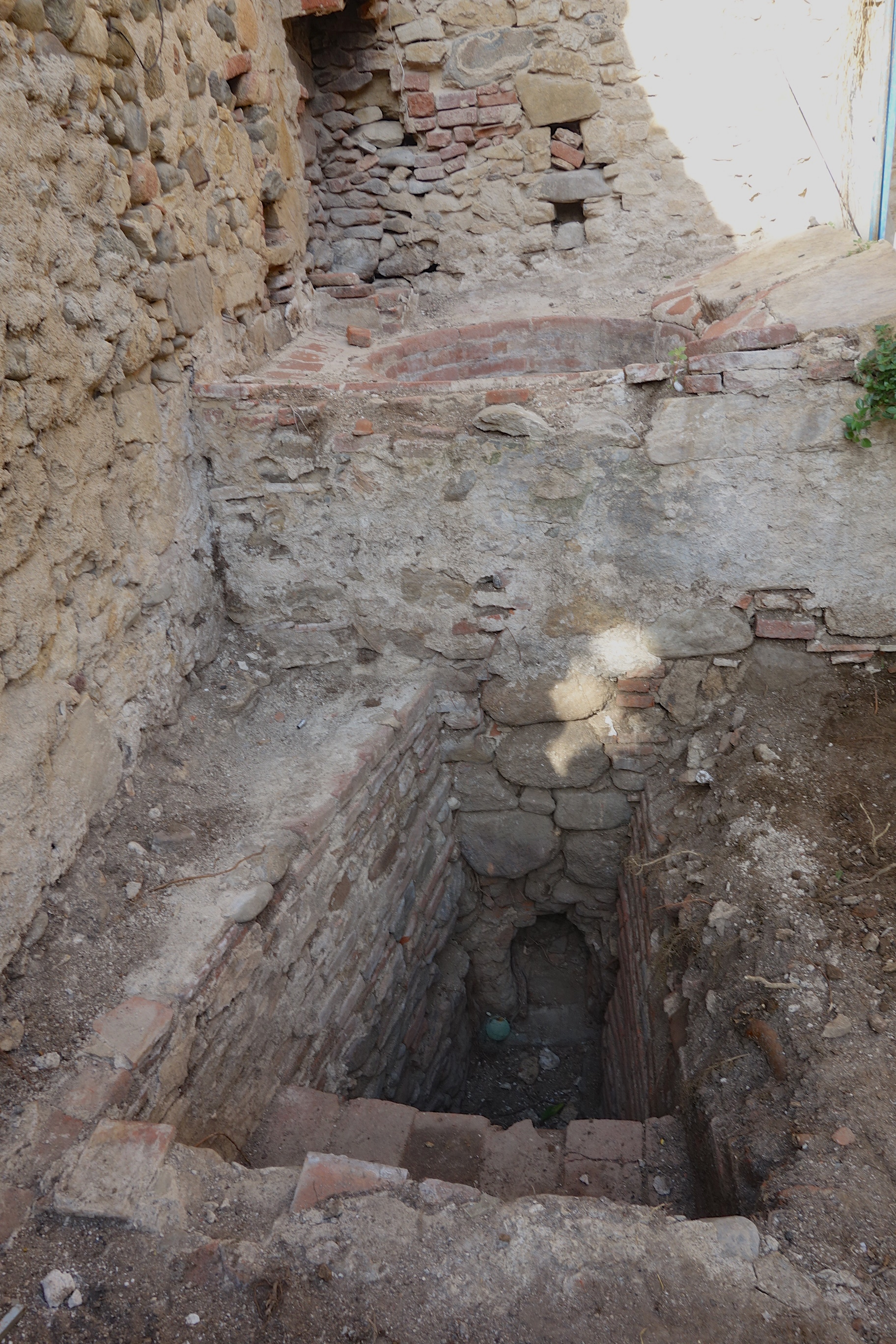
L'escala cap al fornet sota la perola

Quan la fabricació de suro era una indústria casolana a l'Alt i Baix Empordà, a La Selva i les altres zones de producció les peroles van proliferar.
L'atuell d'aram era encastat en una cambra d'obra, d'un metre d'alçada sobre el fornet, situat sota la perola. El fornet era accessible per una escala de rajoles. S'aixecava un mur d'uns dos metres, on s'hi clavava un pal del qual penjava una corria, per tal de poder maniobrar el feix de suro. També tenia una xemeneia que partia del fornet i sortia per damunt del mur i de vegades una tremuja per conduir la llenya al fornet. L'home que feia bullir les pannes de suro dins la perola es deia «bullidor», que era considerat un ofici d'especialista. A més de bullir, també era l'encarregat de fer foc al fornet, construir el feix de suro i un cop cuit, i estibar les pannes en un local adequat.
Fins als anys 1950 en quedaven moltes arreu dels pobles. Amb l'ocàs de la indústria surera a casa i la gran demanda de coure, van desaparèixer. Només en queden de tant en tant la part d'obra, tot i que en perdre la seva funció, sovint van fer-se malbé i van ser enderrocades, igual com les peroles pesqueres.

## Museus
- L'antic tenyidor de Sa Perola a Calella de Palafrugell transformat en l'ofici de turisme i centre d'interpretació de l'ofici de tenyir.
- Al Museu de l'Anxova i la Sal a L'Escala s'exposa una perola de tint[9]

## Perola en la cultura popular
De la dita «ésser sord com una perola» cap al Tango de la perola (música d'Albert Prat i lletra de Quim Mas la perola, eina omnipresent als pobles, va inspirar també la cultura, com en aquesta cançó de Francisco Marull:
| « | Cuytém! Ja les sis toquen, a treballar anem. Ja foc en la perola i lo bullidor ha encès... Ja'l carrador del suro fa llescas diligent i a tota pressa escairen los aprenents vailets. | » |